# 레크투르

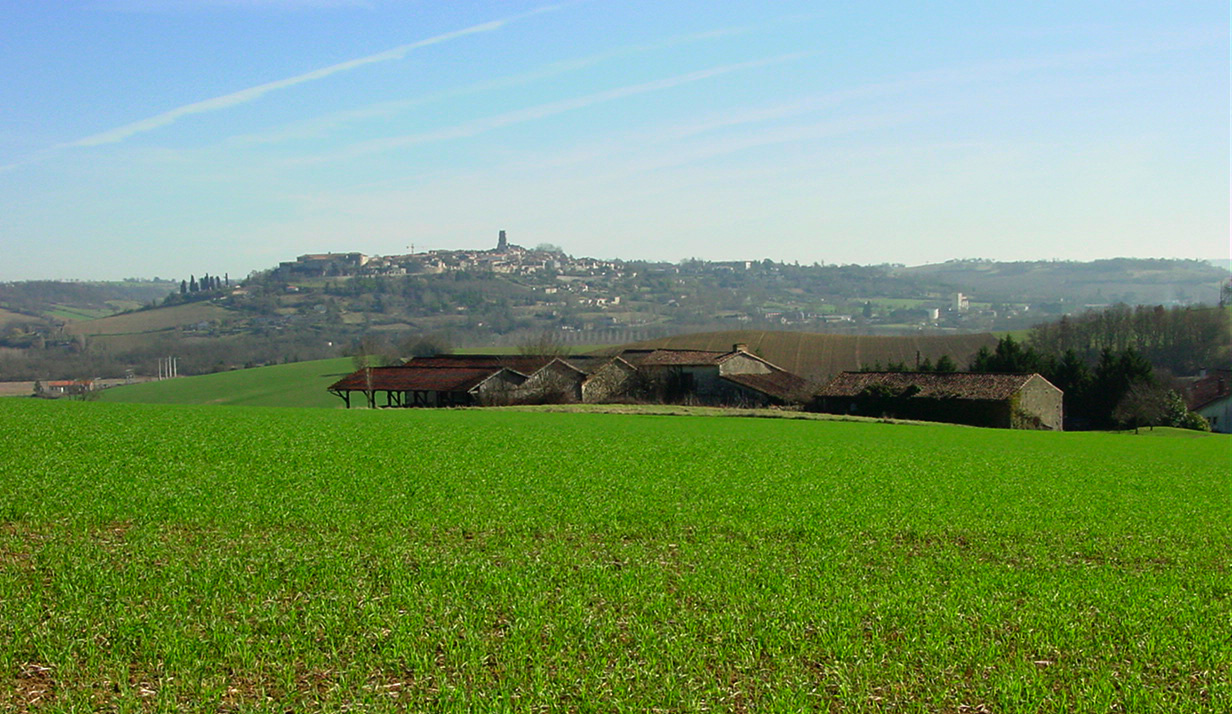
레크투르

레크투르(프랑스어: Lectoure)는 프랑스 미디피레네 제르주에 위치한 도시로 면적은 84.93km2, 인구는 3,746명(2008년 기준), 인구 밀도는 44명/km2이다. 오슈에서 북쪽으로 32km, 아쟁에서 남쪽으로 30km, 툴루즈에서 북서쪽으로 76km 정도 떨어진 곳에 위치한다.

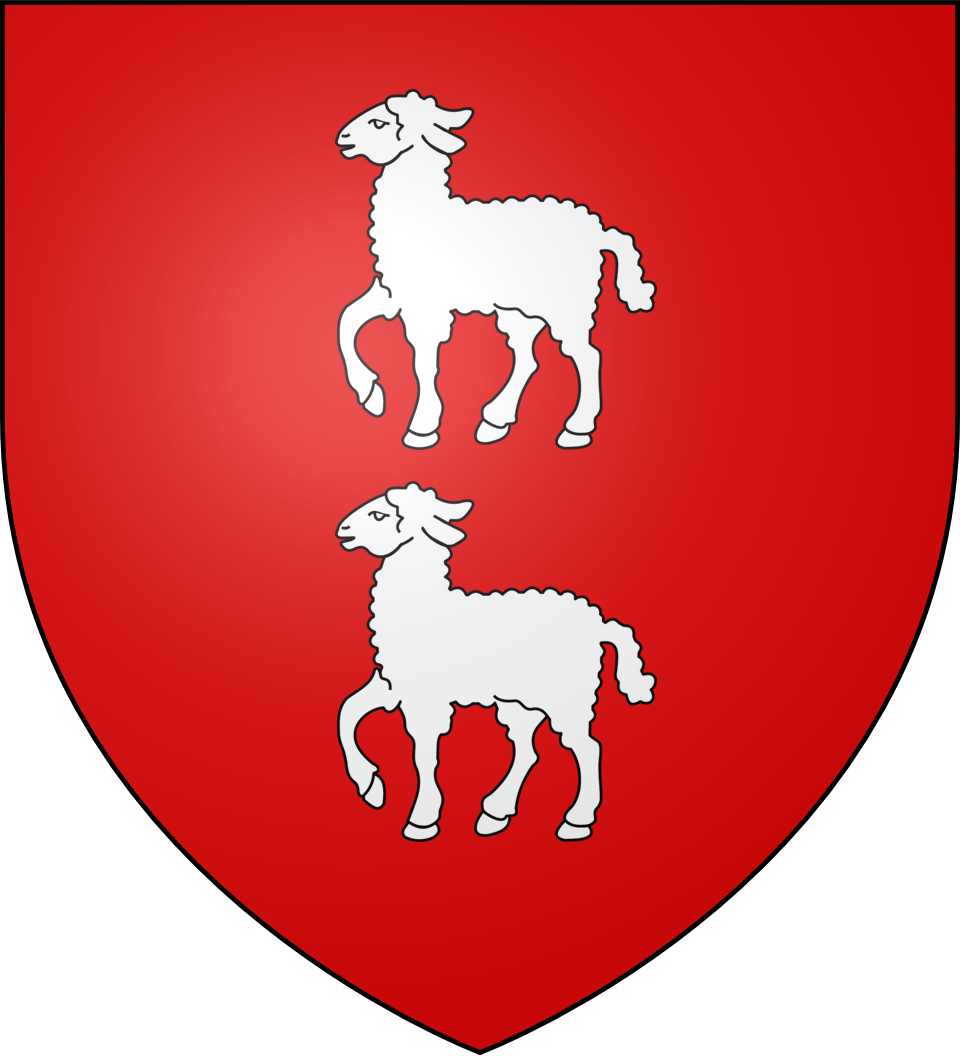
시 문장

## 인구
| 연도 | 인구  | ±%    |
| ---- | ----- | ----- |
| 3908 | 1,968 | —     |
| 3950 | 1,975 | +0.4% |
| 3790 | 1,982 | +0.4% |
| 3923 | 1,990 | +0.4% |
| 4034 | 1,999 | +0.5% |
| 3933 | 2,008 | +0.5% |
| 3746 |       | —     |